# Стефан Фонтен
Стефан Фонте́н (фр. Stéphane Fontaine) — французький кінооператор. Працює у Європі та в США.

## Біографія
У 1985 закінчив Вищу школу Луї Люм'єра (фр. École nationale supérieure Louis-Lumière, ÉNSLL) у Парижі. Кар'єру в кіно він починав як асистент оператора; працював над такими фільмами, як «Чтиця» (реж. Мішель Девіль, 1988), «Коханці з Нового мосту» (реж. Леос Каракс, 1991) та «Ірма Веп» (реж. Олівє Ассаяс, 1996), був головним оператором другої знімальної групи фільму «Історія робиться вночі» (реж. Ілкка Джарві-Латурі, 1999).
Першим повнометражним фільм Стефана Фонтена як оператора-постановника став фільм «Як я обговорював… (моє сексуальне життя)», поставлений режисером Арно Деплешеном у 1996 році.
У 2008 році працював у Голлівуді над фільмом режисера Баррі Левінсона «Одного разу в Голлівуді» з Робертом Де Ніро у головній ролі.
У Франції Стефан Фонтен був оператором трьох фільмів режисера Жака Одіара — «І моє серце завмерло» (2005), «Пророк» (2009) та «Іржа та кістка» (2012). За перші дві стрічки Стефана Фонтена було удостоєно Премії «Сезар» за найкращу операторську роботу, а фільм «Пророк» у 2009 році отримав також Гран-прі Каннського кінофестивалю.

## Вибіркова фільмографія
- 1996: Як я обговорював... (моє сексуальне життя) / Comment je me suis disputé… (ma vie sexuelle), реж. Арно Деплешен
- 2002: Нове життя / La vie nouvelle, реж. Філіп Гранріє
- 2003: Лео грає: В компанії чоловіків / En jouant «Dans la compagnie des hommes», реж. Арно Деплешен
- 2004: Подивися на мене / Comme une image, реж. Аньєс Жауї
- 2005: І моє серце завмерло / De battre mon coeur s'est arrêté, реж. Жак Одіар
- 2006: Як каже Шарлі / Selon Charlie, реж. Ніколь Гарсія
- 2006: Мене звуть Елізабет / Je m'appelle Elisabeth, реж. Жан-П'єр Амері
- 2007: Поговори зі мною / Talk to Me, реж. Кейсі Леммонс
- 2008: Одного разу в Голлівуді / What Just Happened, реж. Баррі Левінсон
- 2009: Шпигуни / Espion(s), реж. Ніколас Шаада
- 2009: Пророк / Un prophète, реж. Жак Одіар
- 2009: Інший Дюма / L'autre Dumas, реж. Сефі Неббу
- 2010: Три дні на втечу / The Next Three Days, реж. Пол Хагіс
- 2011: Перше кохання / Un amour de jeunesse, реж. Міа Гансен-Льове
- 2012: Іржа та кістка / De rouille et d'os, реж. Жак Одіар
- 2013: Джиммі Пікар / Jimmy P., реж. Арно Деплешен
- 2014: Самба / Samba, реж. Олів'є Накаш, Ерік Толедано
- 2016: Капітан Фантастік / Captain Fantastic, реж. Метт Росс
- 2016: Вона / Elle, реж. Пол Верховен
- 2016: Джекі / Jackie, реж. Пабло Ларраїн
- 2024: Конклав / Conclave, реж. Едвард Бергер

## Нагороди і номінації
| Нагороди та номінації | Нагороди та номінації                                        | Нагороди та номінації                    | Нагороди та номінації | Нагороди та номінації | Нагороди та номінації |
| Рік                   | Нагорода                                                     | Категорія                                | Фільм                 | Результат             |                       |
| --------------------- | ------------------------------------------------------------ | ---------------------------------------- | --------------------- | --------------------- | --------------------- |
| 2006                  | Премія «Сезар»                                               | Найкраща операторська робота             | І моє серце завмерло  | Перемога              |                       |
| 2006                  | Міжнародний кінофестиваль братів Манакі (Північна Македонія) | Золота камера 300                        | І моє серце завмерло  | Перемога              |                       |
| 2009                  | Міжнародний кінофестиваль братів Манакі (Північна Македонія) | Бронзова камера 300 найкращому оператору | Пророк                | Перемога              |                       |
| 2009                  | Європейський кіноприз                                        | Найкращий оператор                       | Пророк                | Номінація             |                       |
| 2010                  | Премія «Сезар»                                               | Найкраща операторська робота             | Пророк                | Перемога              |                       |
| 2013                  | Премія «Сезар»                                               | Найкраща операторська робота             | Іржа та кістка        | Номінація             |                       |
| 2017                  | Премія «Сезар»                                               | Найкраща операторська робота             | Вона                  | Номінація             |                       |
| 2014                  | Премія «Люм'єр»                                              | Найкращий оператор                       | Джиммі Пікар          | Номінація             |                       |